# Адміністративний устрій Монастирищенського району
Адміністративний устрій Монастирищенського району — адміністративно-територіальний поділ Монастирищенського району Черкаської області на 1 міську, 1 селищну та 28 сільських рад, які об'єднують 41 населений пункт та підпорядковані Монастирищенській районній раді. Адміністративний центр — місто Монастирище.

## Список радМонастирищенського району
| №  | Назва                         | Центр            | Населені пункти                               | Площа км² | Місце за площею | Населення (2001), осіб | Місце за населенням |
| -- | ----------------------------- | ---------------- | --------------------------------------------- | --------- | --------------- | ---------------------- | ------------------- |
| 1  | Монастирищенська міська рада  | м. Монастирище   | м. Монастирище с-ще Кудинів Ліс с. Нове Місто | 137,470   |                 | 13051                  | 1                   |
| 2  | Цибулівська селищна рада      | смт Цибулів      | смт Цибулів с. Антоніна                       |           |                 | 4151                   | 2                   |
| 3  | Аврамівська сільська рада     | с. Аврамівка     | с. Аврамівка с. Летичівка                     |           |                 | 3609                   | 3                   |
| 4  | Бачкуринська сільська рада    | с. Бачкурине     | с. Бачкурине                                  |           |                 | 1016                   | 9                   |
| 5  | Владиславчицька сільська рада | с. Владиславчик  | с. Владиславчик                               |           |                 | 445                    | 23                  |
| 6  | Дібрівська сільська рада      | с. Дібрівка      | с. Дібрівка                                   |           |                 | 240                    | 30                  |
| 7  | Долинківська сільська рада    | с. Долинка       | с. Долинка                                    |           |                 | 680                    | 17                  |
| 8  | Жовтнева сільська рада        | с. Жовтневе      | с. Жовтневе                                   |           |                 | 371                    | 27                  |
| 9  | Зарубинецька сільська рада    | с. Зарубинці     | с. Зарубинці                                  |           |                 | 563                    | 20                  |
| 10 | Зюбриська сільська рада       | с. Зюбриха       | с. Зюбриха                                    |           |                 | 421                    | 25                  |
| 11 | Івахнянська сільська рада     | с. Івахни        | с. Івахни                                     |           |                 | 1349                   | 4                   |
| 12 | Княже-Криницька сільська рада | с. Княжа Криниця | с. Княжа Криниця с. Новосілка                 |           |                 | 1229                   | 6                   |
| 13 | Княжиківська сільська рада    | с. Княжики       | с. Княжики                                    |           |                 | 660                    | 18                  |
| 14 | Копіюватська сільська рада    | с. Копіювата     | с. Копіювата                                  |           |                 | 727                    | 15                  |
| 15 | Коритнянська сільська рада    | с. Коритня       | с. Коритня                                    |           |                 | 1115                   | 8                   |
| 16 | Леськівська сільська рада     | с. Леськове      | с. Леськове с. Матвіїха                       |           |                 | 1255                   | 5                   |
| 17 | Лукашівська сільська рада     | с. Лукашівка     | с. Лукашівка с. Тарасівка                     |           |                 | 929                    | 11                  |
| 18 | Петрівська сільська рада      | с. Петрівка      | с. Петрівка                                   |           |                 | 426                    | 24                  |
| 19 | Половинчицька сільська рада   | с. Половинчик    | с. Половинчик                                 |           |                 | 526                    | 21                  |
| 20 | Попуднянська сільська рада    | с. Попудня       | с. Попудня с-ще Забіляни                      |           |                 | 922                    | 12                  |
| 21 | Сарнівська сільська рада      | с. Сарни         | с. Сарни с-ще Володимирівка                   |           |                 | 727                    | 16                  |
| 22 | Сатанівська сільська рада     | с. Сатанівка     | с. Сатанівка с-ще Покровка                    |           |                 | 1221                   | 7                   |
| 23 | Степівська сільська рада      | с. Степівка      | с. Степівка                                   |           |                 | 404                    | 26                  |
| 24 | Тарнавська сільська рада      | с. Тарнава       | с. Тарнава                                    |           |                 | 370                    | 28                  |
| 25 | Теолинська сільська рада      | с. Теолин        | с. Теолин                                     |           |                 | 613                    | 19                  |
| 26 | Терлицька сільська рада       | с. Терлиця       | с. Терлиця                                    |           |                 | 518                    | 22                  |
| 27 | Халаїдівська сільська рада    | с. Халаїдове     | с. Халаїдове                                  |           |                 | 888                    | 13                  |
| 28 | Чапаєвська сільська рада      | с. Чапаєвка      | с. Чапаєвка                                   |           |                 | 356                    | 29                  |
| 29 | Шабастівська сільська рада    | с. Шабастівка    | с. Шабастівка с-ще Вільна                     |           |                 | 991                    | 10                  |
| 30 | Шарнопільська сільська рада   | с. Шарнопіль     | с. Шарнопіль                                  |           |                 | 728                    | 14                  |

* Примітки: м. — місто, с-ще — селище, смт — селище міського типу, с. — село